# Kourouba
Kourouba è un comune rurale del Mali facente parte del circondario di Kati, nella regione di Koulikoro.
Il comune è composto da 5 nuclei abitati:
- Dialakegny
- Gouaba
- Guéléba
- Kourouba
- Térékourou